# Colibrí ermità escatós
El colibrí ermità escatós (Phaethornis eurynome) és una espècie d'ocell de la família dels troquílids (Trochilidae) que habita els boscos de les terres baixes del sud-est del Brasil, est del Paraguai i nord-est de l'Argentina.